# Francisco Pérez del Valle
Franciso Pérez del Valle, és un escultor espanyol nascut a Bones, Ribadesella a 1804, que va morir a una avançada edat, a Madrid, el 1884.
Va pertànyer a la Reial Acadèmia de Belles Arts de San Fernando, des 1826 que, el 1838, el va nomenar "Individu de Mèrit", sent triat per això acadèmic. En l'any 1841 va arribar a ocupar el càrrec de segon director d'estudis de la Reial Acadèmia de Belles Arts de San Fernando, sent nomenat director honorari el 1844.
Va exercir el càrrec de professor de modelatge antic i vestidures a l'Escola Superior de Pintura i Escultura.
Va ser escultor honorari de cambra de la reina Isabel II des 1843, i segon des 1858, fins que va ser suspès del càrrec el 1866.
La majoria de la seva producció arteística ha desaparegut, però la que queda es pot classificar en dos aparteats marcats per la temàtica. D'una banda té obres de temàtica mitològica i figures alegóricas, amb una marcada influència classicista, destacant entre les obres que té la medalla "El suplicio de Prometeo" y "Apolo y Dafne" (Museu de la Reial Acadèmia de Belles artes de San Fernando), també pertanyeria a aquest grup la seva obra "Ayax Telamón".
És conegut per haver parteicipada en l'obra monumental per les "Víctimas del Dos de mayo de Madrid", amb una escultura anomenada "Patriotismo" que forma parte del conjunt.
Esculpí nombroses obres, entre elles, a més de les esmentades anteriorment tindríem:
- Baix relleu titulat: "Carlos V visitando a Francisco I en la torre de los Lujanes".
- "La fidelidad", 1858.
- L'estàtua i bust en marbre d'Isabel II.
- Els bustos de la Marquesa de Santa Coloma, Pius IX, Ventura de la Vega, Martín Fernández de Navarrete, Carlos Ribera, Javier de Cinquè i Antonio Ros de Olano.
- Estàtues de Fernando III el Sant, Isabel la Catòlica i Gaspar Melchor de Jovellanos.
- Una imatge de la Concepció i una escultura del rei Francesc d'Assís de Borbó amb el mantell i insígnies de l'orde de Carles III.
- Estàtua en fusta de Nostra Senyora de la Concepció.
- Sant Gabriel.
- Sant Josep.
- Bust d'Isabel II a Oviedo